# Gezao Shan
Der Gezao Shan (chinesisch 閣皂山 / 阁皂山, englisch Mt. Gezao) ist ein berühmter Berg und eine wichtige Stätte des Daoismus in China und gehört zu dessen Zweiundsiebzig glücklichen Orten. Er liegt im Südosten der Stadt Zhangshu (樟树市), des früheren Kreises Qingjiang 清江县, in der Provinz Jiangxi. Es ist der Ursprungsort der Lingbao-Schule (Lingbao pai) des Daoismus. 